# Остроушко Леонід Костянтинович
Леонід Костянтинович Остроушко (нар. 10 серпня 1936, Великий Токмак, Запорізька область, УРСР — пом. 3 грудня 2019) — радянський футболіст, півзахисник алматинського «Кайрата», тренер. 

## Клубна кар'єра
Вихованець клубу «Спартак» (Алмати). Футбольну кар'єру розпочав 1952 року в алматинському «Динамо». У 1954 році перейшов в алматинський «Локомотив», який 1955 року змінив назву на «Урожай» (Алмати), а 1956 року — на «Кайрат» (Алмати). У 1957 році, граючи на позиції півзахисника, став найкращим бомбардиром клубу. У 1958 року прийняв запрошення від київського «Динамо», але вже наступного року повернувся в «Кайрат». Виступав у команді протягом 13 сезонів, у тому числі 7 — у Вищій лізі СРСР, в якій зіграв 200 матчів та відзначився 8-а голами. Кар'єру футболіста завершив 1967 року.

## Кар'єра тренера
По завершенні кар'єри гравця розпочав тренерську діяльність. Спочатку допомагав тренувати «Кайрат» (Алмати). З 1969 року очолював «Цементник» (Семипалатинськ), «Алатау» (Джамбул), «Цілинник» (Цілиноград), «Шахтар» (Караганда) та «Кайрат» (Алмати). У 1986 році «Кайрат» під керівництвом Леоніда Остроушка посів 7-е місце у Вищій лізі СРСР — найкращий показник казахських клубів у чемпіонатах СРСР. У 1989—1991 роках тренував алжирські клуби. У 1992—1993 роках виконував обов'язки головного тренера олімпійської збірної Казахстану. Потім працював з російськими клубами «Зміна-Сатурн» (Санкт-Петербург) та «Спартак-Орєхово» (Орєхово-Зуєво). У 2000 році виїхав до Узбекистану, де привів до чемпіонського титулу «Дустлік» (Янгибозор). У 2001 році тренував національну збірну Узбекистану. У 2002 році прийняв запрошення зайняти посаду головного тренера «Єсиль-Богатир» (Петропалівськ), але через півроку був звільнений з займаної посади. Незабаром після цього приєднався до тренерського штабу петербурзького «Динамо». У 2003 році знову очолив «Кайрат» (Алмати). У 2004—2005 роках працював з мінським  «Динамо»

## Досягнення

### Як гравця
- Друга група Класу «А» чемпіонату СРСР
  -  Срібний призер (1): 1965

### Як тренера
- Суперліга Узбекистану
  -  Чемпіон (1): 2000

- Білоруська футбольна вища ліга
  -  Чемпіон (1): 2004

- Перша ліга СРСР
  -  Чемпіон (1): 1970

- Казахська група класу «Б» чемпіонату СРСР
  -  Чемпіон (1): 1970
  -  Срібний призер (2): 1969, 1971

- 7-а група Другої ліги СРСР
  -  Срібний призер (1): 1981

### Індивідуальні
- Найкращий бомбардир «Кайрату» (Алмати) в сезоні 1957 року: 12 голів

### Відзнаки
- Майстер спорту СРСР (1963)
- Заслужений тренер Казахської РСР (1974)
- Заслужений тренер Росії
- Заслужений тренер Узбекистану